# Football Club Domagnano
El Football Club Domagnano és un club sanmarinès de futbol de la ciutat de Domagnano.
Fundat el 1966, anteriorment fou anomenat S.P. Domagnano.

## Palmarès
- Lliga de San Marino de futbol:[1]

1989, 2002, 2003, 2005
- Coppa Titano de San Marino:[2]

1972, 1988, 1990, 1992, 1996, 2001, 2002, 2003
- Trofeo Federale/Supercopa:[3]

1990, 2001, 2004

## Resultats a competicions europees
| Competició      | Partits | Guanyats | Empatats | Perduts | GF | GC |
| --------------- | ------- | -------- | -------- | ------- | -- | -- |
| Copa de la UEFA | 6       | -        | -        | 6       | -  | 22 |